# 広島県信用農業協同組合連合会
広島県信用農業協同組合連合会（ひろしまけんしんようのうぎょうきょうどうくみあいれんごうかい）は、広島県広島市中区に本所を置く、広島県内の農業協同組合の信用事業を統括する県域農協系金融機関であり、県内農業協同組合を会員とする。

## 概要
通称は「JA広島信連」または「JAバンク広島」。統一金融機関コードは3034。主に法人顧客を中心としており、個人取引は殆どない。

## 沿革
- 1948年7月 - 設立。

## 店舗所在地
- 本所（010）/広島県広島市中区大手町四丁目6-1 広島県農協会館内